# Polyplax visenda
Polyplax visenda är en insektsart som beskrevs av Blagoveshtchensky 1972. Polyplax visenda ingår i släktet Polyplax och familjen ledlöss. Inga underarter finns listade i Catalogue of Life.